# Ipod Hi-Fi

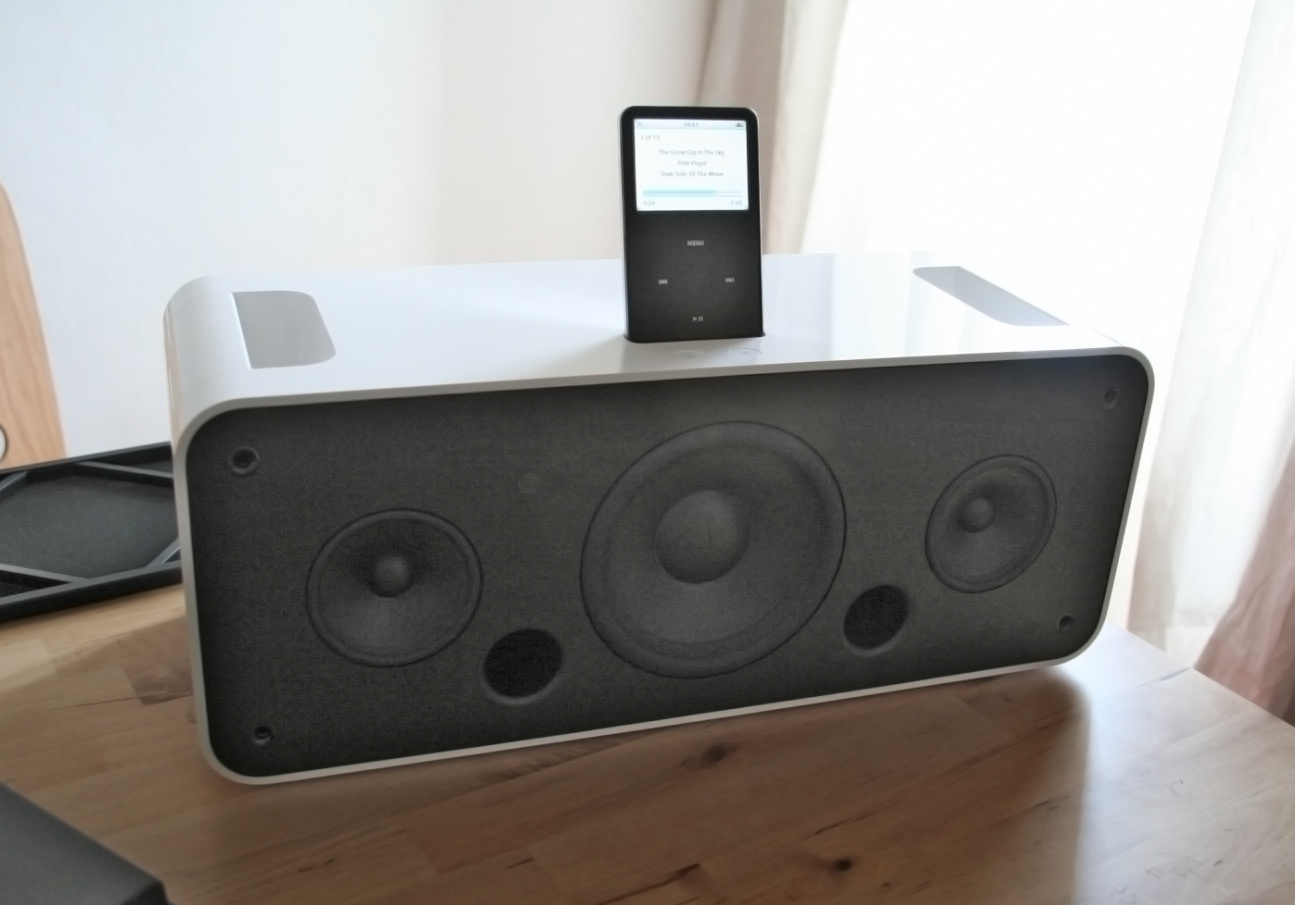
En Ipod Hi-Fi med en femte generationens Ipod i dockan.

Ipod Hi-Fi var en stereoanläggning som utvecklades av Apple Inc. Den lanserades den 28 februari 2006 och var till skillnad från de flesta andra stereoanläggningarna inte utrustad med någon cd-spelare, bandspelare eller radio. Tanken var istället att man skulle spela sin musik genom att placera en Ipod i dockningsstationen på ovansidan av Ipod Hi-Fin. Den kostade ungefär 3500 kronor fram till dess att Apple slutade tillverka den 5 september 2007.